# Hidra (otok)
Hidra ili Idra (grčki: Ύδρα) je jedan od Saronskih otoka u Egejskom moru u središnjoj Grčkoj. Otok upravno pripada prefekturi Pirej i periferiji Atici, kao jedna od općina. Sjedište općine i najveće naselje na otoku je istoimeni gradić Hidra na sjevernoj strani otoka.

## Prirodni uvjeti
Hidra je smještena južno od Atene (oko 70 km zračne udaljenosti). Iako je jedan od Saronskih otoka, Hidra nije u Saronskom zaljevu, već nešto južnije. Peloponez je najbliže kopno na oko 10 kilometara. Otoko je slabo razvedene obale s nekoliko malih zaljeva sa skrivenim plažama. Hidra je brdovit otok.
Klima na Hidri je sredozemna. 

## Povijest
Hidra je jako rano naseljena, već u doba rane prapovijesti. U doba Mikenske civilizacije Hidra je bio "živi" otok u ovom dijelu Grčke. U doba stare Grčke zahvaljujući dobrom položaju Hidra je bila "sudionik" svih važnih događaja. U vrijeme Bizanta napadi gusarasu doveli do nazadovanja otoka. Poslije križarskog osvajanja Carigrada   1204. godine Hidra je bila pod vlašću Zapada sve do 16. stoljeća. Tada Hidru osvajaju Turci i pod njima ostaje stoljećima uz kratku vlast Mlečana krajem 17. stoljeća. Hidra je tijekom turske valadavine imala autonomiju, što je očuvalo ekonomsku moć mjesnog stanovništva.
Procvat Hidre događa se nastankom suvremene Grčke 1830. godine. Proglašavanjem obližnje Atene za novu prijestonicu Hidra se počinje razvijati, ali to ipak nije spriječilo iseljavanje mnogobrojnog stanovništva s otoka. Poslije Drugog svjetskog rata razvojem i prenaseljavanjem Atene otok postaje mjesto vikendt turizma Atenjana, što je dalo novi poticaj za razvoj.

## Stanovništvo
Po popisu iz 2001. g. na otoku živi oko 3.000 stanovnika. Gotovo cjelokupno stanovništvo su Grci. Posljednjih popisa kretanje stanovništva u općini i gradu Hidra (koja obuhvaća i otok Dokos) bilo je:
- 1981. godina --> grad - 2.732 st., općina - ?
- 1991. godina --> grad - 2.279 st., općina - 2.387 st.
- 2001. godina --> grad - 2.526 st., općina - 2.719 st.

Gotovo svi stanovnici općine (preko 90%) žive u gradu Hidri.

## Gospodarstvo
Poljoprivreda i pomorstvo su tradicionalna zanimanja otočkog stanovništva, pogotovo uzgajanje vinove loze i maslina. Danas je poljoprivreda u sjeni turizma. U prilog turizmu ide i dobra prometna povezanost otoka s obližnjom Atenom. Prednost otoka je i potpuna zabrana motornih vozila, što je u skladu s uskim ulicama naselja.

## Vanjske poveznice
- http://www.hydra.gr/ (grč.) (engl.)

}